# 940-ві
Раннє Середньовіччя •  Епоха вікінгів •  Золота доба ісламу •  Реконкіста

## Події

### Київська Русь
Руси здійснили два походи на Константинополь. 941 року вони пограбували візантійські феми навколо міста, але їхній флот зазнав поразки на морі від візантійського флоту, який використав грецький вогонь. Після Візантії руси вчинили напад на прикаспійські землі, що належали Аббасидському халіфату. Новий похід 944—945 років завершився укладанням договору, який затвердив правила торгівлі між русами та візантійцями й окреслив військовий союз проти болгар.
Князь Ігор загинув, намагаючись придушити повстання древлян 945 року. Йому спадкував Святослав, але, зважаючи на малолітство наступника, владу взяла у свої руки княгиня Ольга. Вона помстилася древлянам за смерть чоловіка й регламентувала збирання данини.

### Візантія
Сини василевса Романа I Лакапіна збунтували проти батька і відправили його в монастир. Однак вони не змогли втримати владу й незабаром опинилися в монастирі самі. Імперію очолив Костянтин VII Багрянородний, який був радше вченим, ніж правителем. Візантія дала відсіч походам русів і вела доволі успішні війни проти арабів, однак її спроба відбити Крит завершилася невдачею.

### Європа
Королям Західного та Східного Франкських королівств Людовику IV Заморському та Оттону I довелося вести боротьбу за владу зі своїми феодалами. Оттон І зумів підкорити собі непокірних вельмож і змусити Богемію визнати сюзеренітет Східного Франкського королівства. Людовик вів важку боротьбу з Гуго Великим, зокрема за Реймське архієпископство, в якій до кінця десятиліття йому вдалося взяти гору.
Беренгар II вторгся в Італійське королівство і змусив короля Гуго Арльського зректися на користь сина Лотара Арльського. Згодом Беренгар відібрав трон у Лотара і став королем.
Після смерті Етельстана королем Англії став Едмунд I. Він підкорив собі Стратклайд, але віддав його шотландському королю. 946 року Едмунда вбито, і королем став Едред. Йому довелося відбиватися від норвезьких вікінгів на чолі з Ейріком Кривавою Сокирою, які захопили Йорк та Нортумбрію.

### Арабський світ
В Аббасидському халіфаті змінювалися халіфи: аль-Муттакі, але-Мустакфі, аль-Муті. 946 року Багдад захопили Буїди, хоча й не забрали в Аббасидів титулів.
В Іфрикії відбулося повстання берберів-хариджитів проти правління Фатімідів. Повстання очолив Абу Язід. Воно тривало кілька років, але завершилося поразкою. На кінець десятиліття Фатіміди повернули собі вплив у Магрибі.
Сарацини відновили напади на князівства південної Італії.

### Окремі події
- 942—946 — роки правління папи Марина II
- 945—946 — повстання на Древлянській землі. Вбивство князя Ігоря. Регламентація княгинею Ольгою збирання данини;